# Aéroport de Podgorica
L'aéroport de Podgorica (code IATA : TGD • code OACI : LYPG) est un aéroport international situé à Golubovci, à 10 km au sud de Podgorica, la capitale du Monténégro.
Il est l'un des deux aéroports internationaux du pays avec l'aéroport de Tivat et a accueilli 1 266 869 passagers en 2022.

## Situation
L'aéroport se trouve sur la commune de Golubovci, à 10 km au sud de Podgorica.
| Tivat Podgorica Nikšić Špiro Mugoša |

## Statistiques
Pour des raisons techniques, il est temporairement impossible d'afficher le graphique qui aurait dû être présenté ici.

Voir la requête brute et les sources sur Wikidata.

## Compagnie et destinations
| Compagnies          | Destinations |
| ------------------- | --- |
| Aegean Airlines     | Athènes E.-Venizélos |
| Air Astana          | En saison : Almaty, Noursoultan |
| Air Montenegro      | Belgrade-Nikola-Tesla, Istanbul, Ljubljana-Jože Pučnik, Lyon-Saint-Exupéry, Paris-Charles de Gaulle En saison : Bratislava-M. R. Štefánik, Copenhague-Kastrup, Francfort, Nantes-Atlantique, Zurich |
| Air Serbia          | Belgrade-Nikola-Tesla |
| ASL Airlines France | En saison charter : Saint-Étienne-Loire |
| Austrian Airlines   | Vienne-Schwechat |
| Flynas              | En saison : Riyad-roi Khaled |
| LOT Polish Airlines | En saison : Katowice-Pyrzowice, Poznań (Posnanie)-H. Wieniawski, Varsovie-Chopin |
| Luxair              | En saison : Luxembourg-Findel |
| Ryanair             | - Barcelone-El Prat, - Berlin-Brandebourg, - Charleroi Bruxelles-Sud, - Cracovie-Jean-Paul II, - Londres-Stansted, - Manchester En saison : Gdańsk-L. Wałęsa, Wrocław-N. Copernic                   |
| Transavia France    | En saison : Paris-Orly |
| Turkish Airlines    | Istanbul |
| Wizz Air            | - Budapest-Ferenc Liszt, - Dortmund, - Memmingen, - Milan-Malpensa, - Rome Léonard-de-Vinci/Fiumicino, - Vienne-Schwechat En saison : Katowice-Pyrzowice, Londres-Gatwick, Varsovie-Chopin          |

Actualisé le 29/03/2025